# Marosvásárhelyi Állatkert
A Marosvásárhelyi Állatkert (románul Grădina Zoologică din Târgu Mureș vagy Zoo Târgu-Mureș) Marosvásárhely keleti részén, a Somostetőn (románul Platoul Cornești), a Nyár utca (románul Strada Verii) 57. szám alatt található, 488 méterrel a Fekete tenger szintje fölött és 197 m magasságban a városhoz képest.. Románia legnagyobb és sokak szerint legszebb állatkertje.

## Története
A marosvásárhelyi állatkert létesítésének gondolata már a második világháború után, 1948-ban felmerült, amikor Grosszman Brunó marosvásárhelyi vadász és állatbarát tárgyalásokba kezdett bukaresti vadász- és természetbarát körökkel egy megyeszékhelyi állatkert létesítésének céljából. A helyszín azért esett a Somostetőre, mert a környék mindig is a marosvásárhelyiek kedvenc kirándulóhelye volt. Az őshonos gyertyán- és bükkfákból álló, körülbelül 500 hektár területű, már a 15. században megemlített Nagy Erdő ideális környezetet biztosított az állatkert számára. A helyszín kiválasztásakor fontos szempont volt, hogy közel legyen az egykori céllövöldéhez, ahol akkor már vendéglő működött, és a korabeli turistakörök képviselői (Gyalui István, id. Both Károly) is ezt a környéket javasolták.
1964-ben az akkori városvezetés Rend László állattenyésztési mérnököt bízta meg azzal, hogy hozza létre az állatkertet. Rend László korábban a marosvásárhelyi kisállattenyésztő állomás igazgatója volt. Köré csoportosultak lelkes önkéntesek és szakemberek, akikkel együtt kialakították az állatkert 600-700 négyzetmétert elfoglaló ősét. Az első kapunyitáskor, 1964. augusztus 23-án három farkas, két medve, két vaddisznó, két fácán és egy őz tette ki az állatállományt, melyeket a vadásztársaság adományozott. Az állatkert területét 1965-ben növelték meg 20 hektárra, majd később érte el mai méretét. 1967-ben készült el az oroszlánok pavilonja, az állatkert első nagyobb létesítménye, melyet az építészeti líceum diákjai építettek vizsgamunkaként.
Az állatkert Rend László utódja, Bereczki Boldizsár igazgatósága (1977–2011) idején emelkedett nemzetközi szintre. 1978-ban készült el a kolozsvári botanikus kert központi épületét idéző „trópusi ház”, ahol madarak, halak, hüllők, és egzotikus növények tekinthetőek meg. 1986-ban elkészült a medvék és a tigrisek barlangja, 1989-ben pedig a majmok háza.
2008–2011 között felújították, területét 42 hektárra növelték, és új élettereket hoztak létre a medvéknek, farkasoknak, nagymacskáknak, és a vízimadaraknak. A 2010-es években az ország egyetlen állatkertje volt, ahol elefánt és zsiráf volt látható.
Bereczki Boldizsár utódja Kopacz András (2011–2014), majd Horațiu Gorea lett (2014–2019). Gorea lemondása, majd lemondásának visszavonása idején Dumitru Pavel vezette az intézményt (2019–2020), ezt követően ismét Gorea volt az igazgató, majd 2021-ben Szánthó János versenyvizsgával nyerte el az igazgatói posztot.
A 2020-as években mintegy 750 állat él itt, több mint 150 helyi és egzotikus fajt képviselve. Amellett, hogy ez az ország legnagyobb területen fekvő állatkertje, ez az egyetlen, amelynek elefántja, zsiráfja és gibbonja is van. Az állatkert a folyamatos fejlesztéseknek köszönhetően minden évben újdonsággal is szolgál a látogatóknak, ilyenek a helyi őshonos fajokat bemutató parasztudvar, de fontos vonzerőt jelentenek az újonnan megnyitott átjárós kifutók is. Az állatkertben folyamatosan zajlanak zoopedagógiai tevékenységek is. Az Állatkert igazgatóságához tartozik a Somostető a maga 2,5 hektárnyi területével is.

## Statisztikák
- Területe 40 hektár, a 2010-es években 80 faj több mint 500 példánya volt található benne, látogatottsága évi 200 000 fő volt.[6]

## Képek

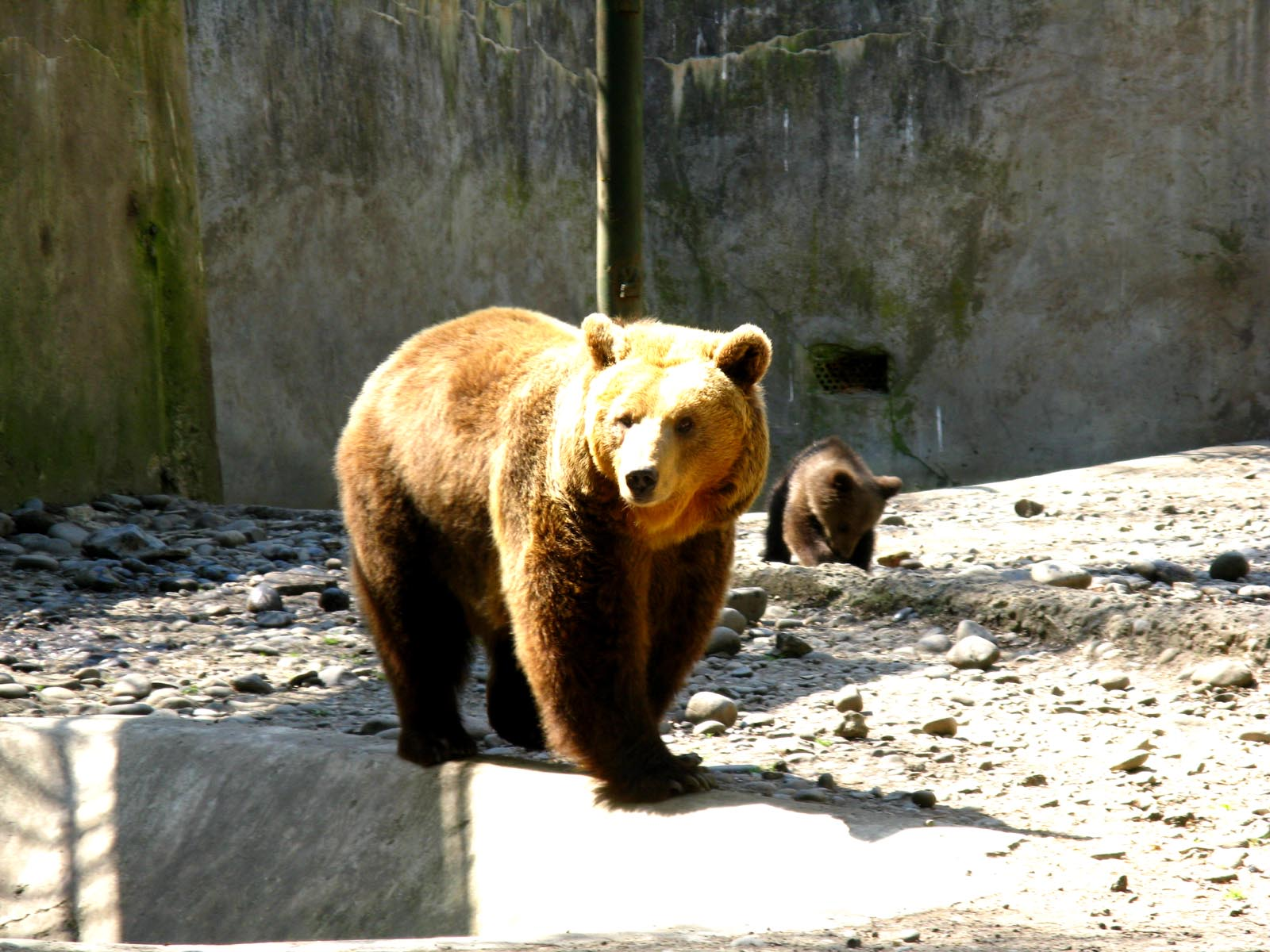
Medve
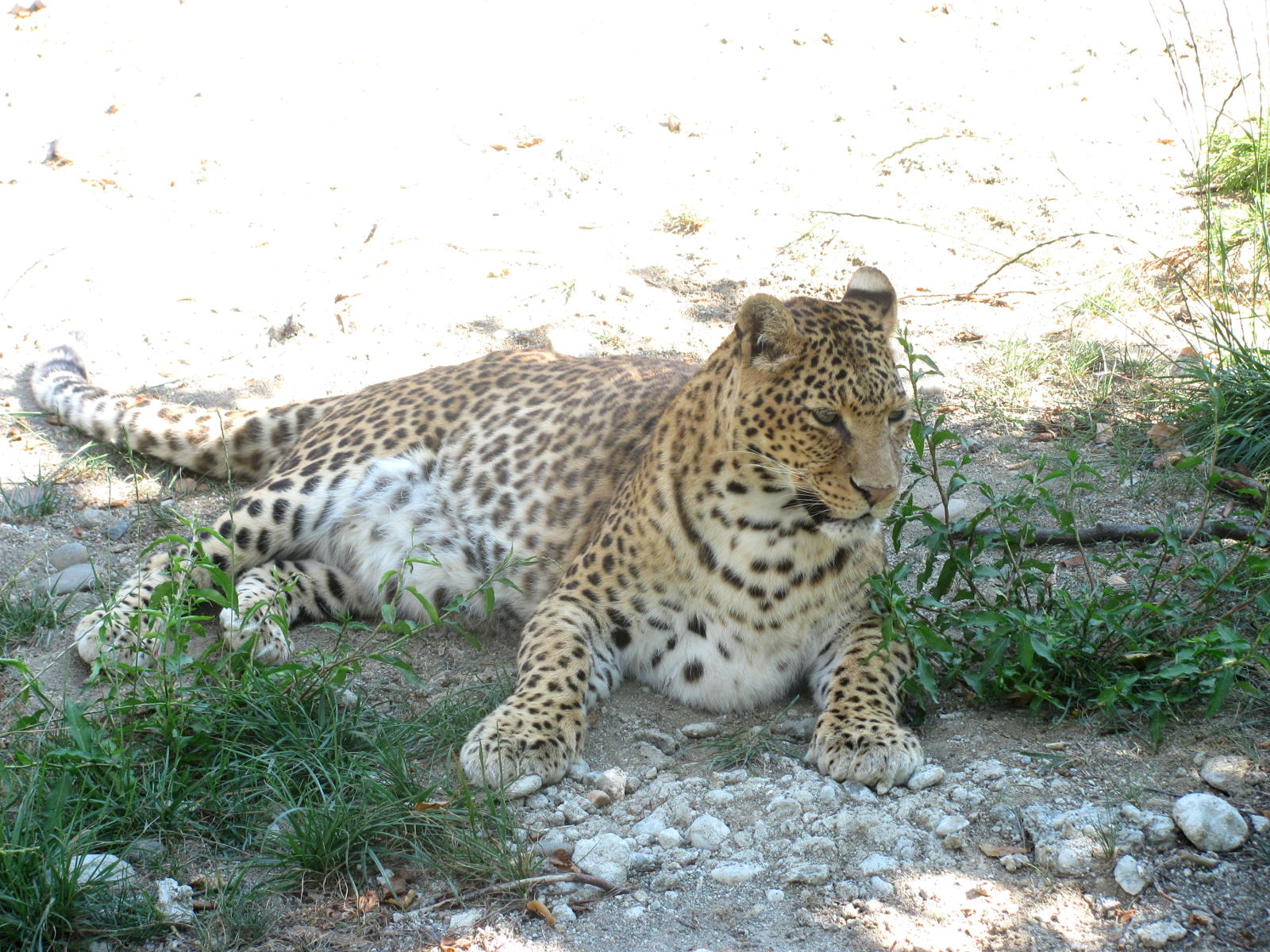
Leopárd
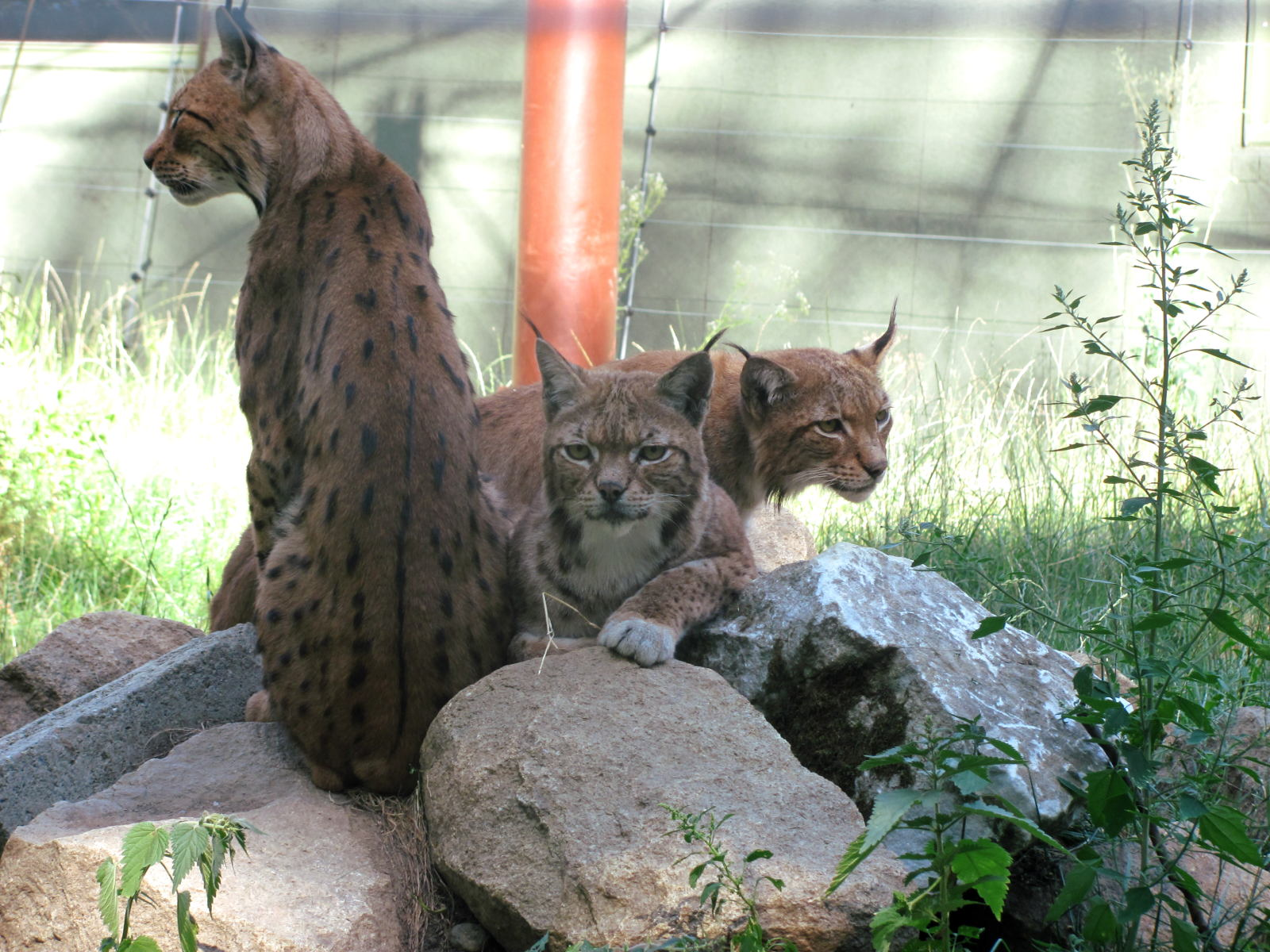
Hiúz
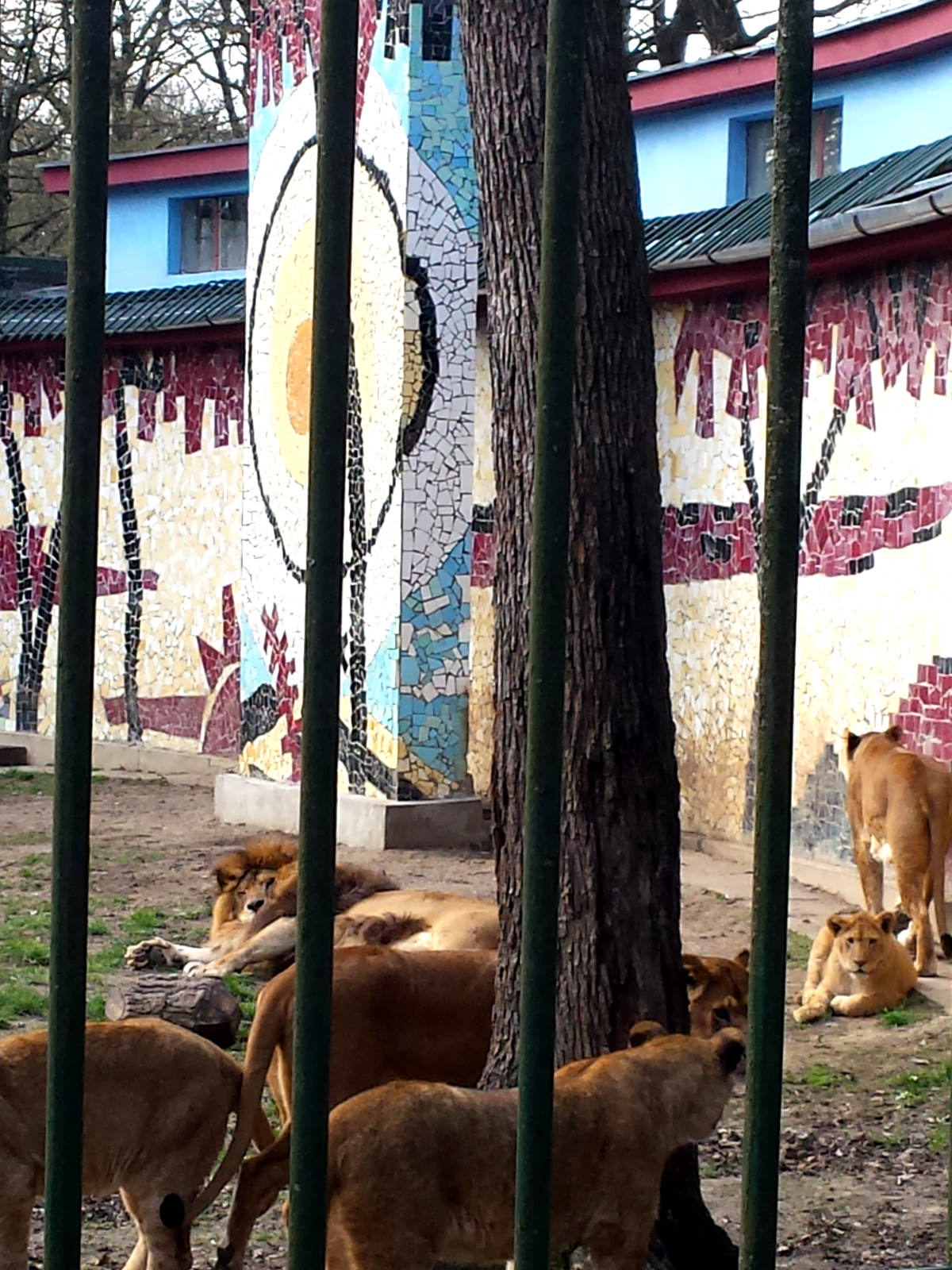
Oroszlánok háza
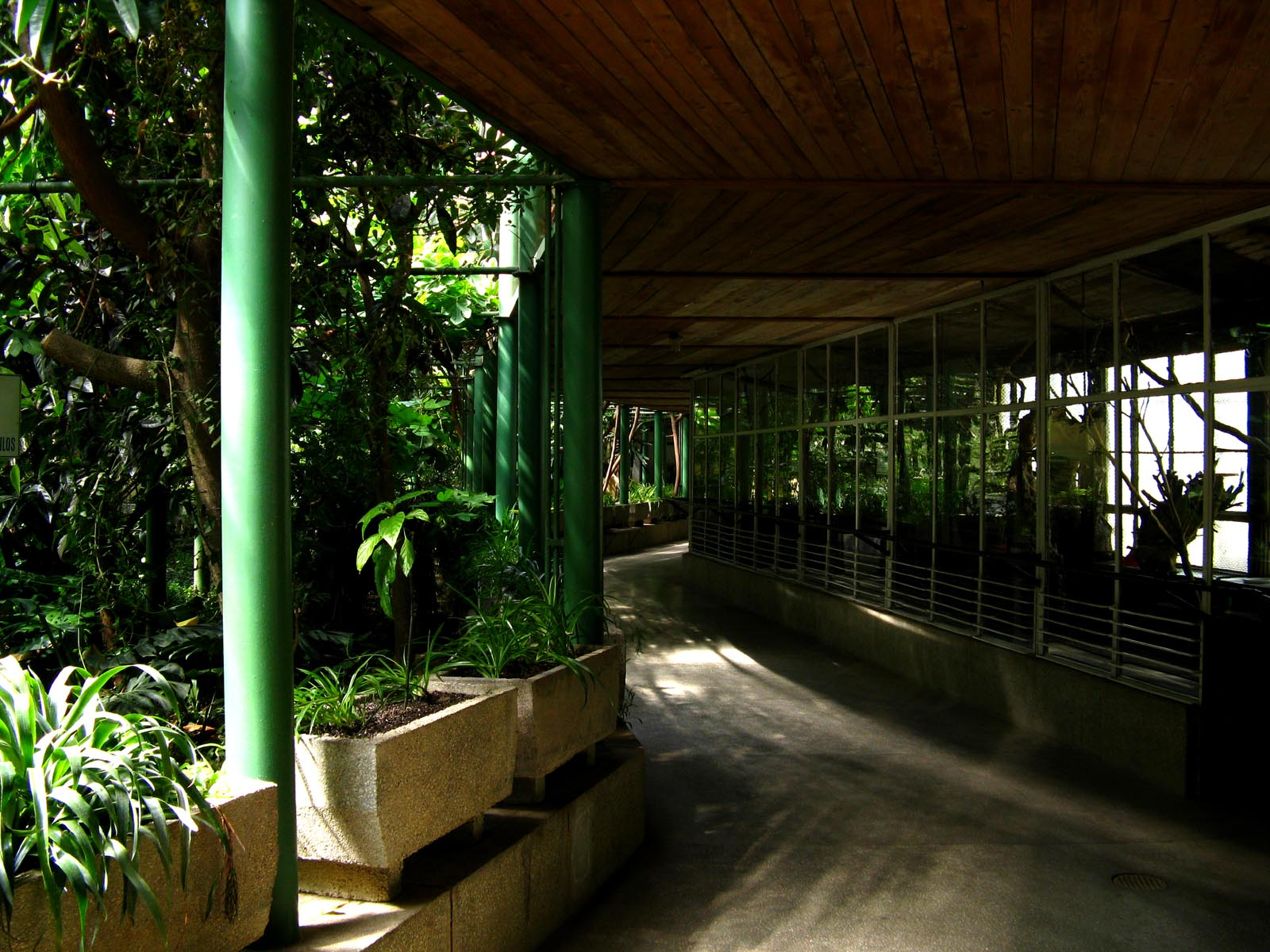
Trópusi ház